# Areál centrálních lázní
Areál centrálních lázní je soubor památkově chráněných nemovitých objektů v Lázních Libverdě, obci na severu České republiky, ve Frýdlantském výběžku Libereckého kraje. Jeho součástí je dům číslo popisné 82, objekt lázeňské kolonády, pavilony Kristianova a Eduardova zřídla, gloriet Mariánského zřídla a gloriet spolu s pavilonkem. Stavby se nacházejí ve východních částech obce, v oblasti vymezené při jihovýchodní straně silnicí III/29015, spojující Hejnice, ležící jižním směrem, s Přebytkem, respektive Ludvíkovem pod Smrkem, nacházejícími se severně od obce. Po severní straně areál lázní ohraničuje silnice III/29013, vedoucí sem z Raspenavy, a západní okraj je tvořen lázeňským parkem.

## Dům číslo popisné 82

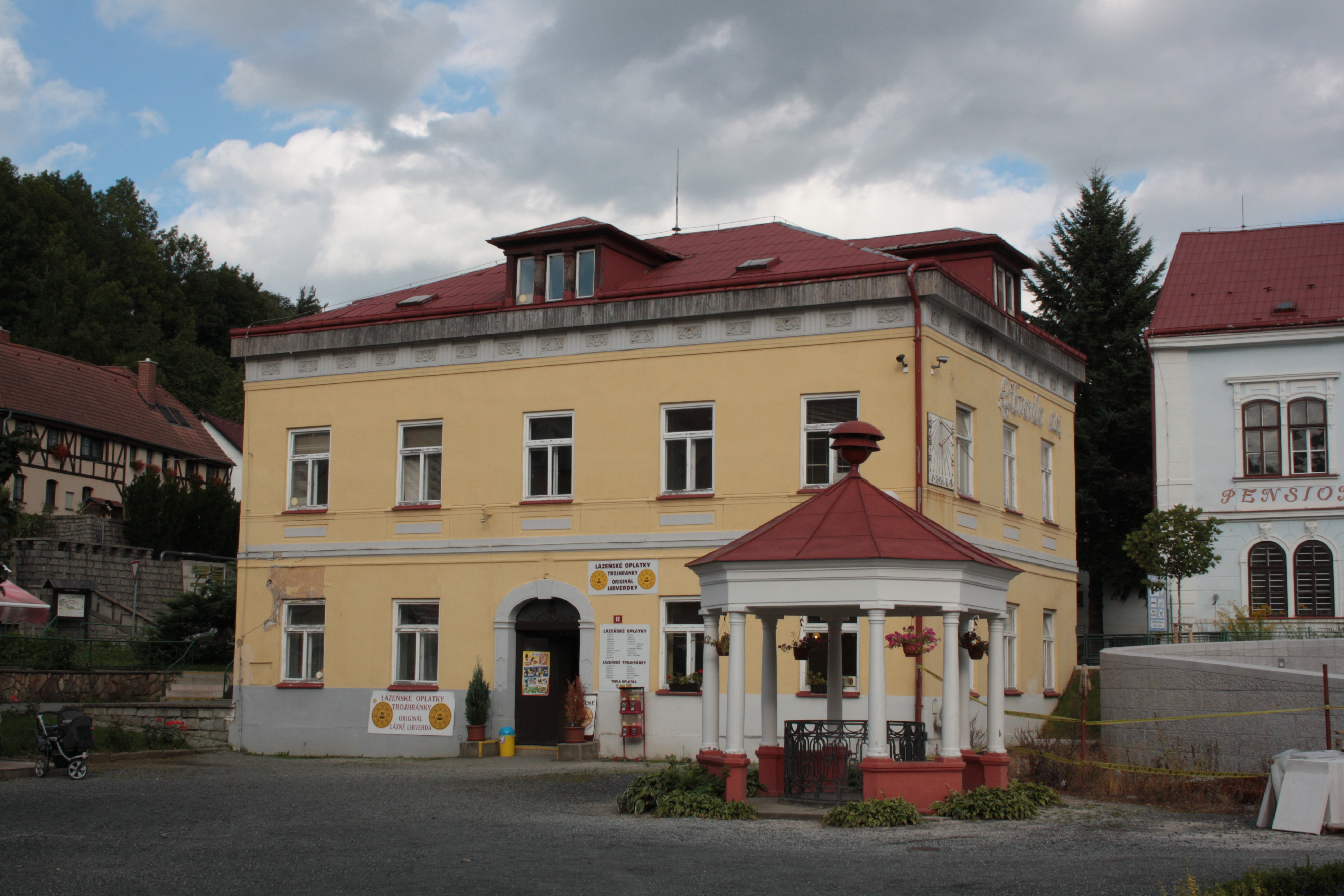
Dům číslo popisné 82

### Historie
Stavba byla zbudována před přelomem 18. a 19. století, neboť se vyskytuje na grafickém listu, zachycujícím obec Libverdu k roku 1794. Vlivem toho se řadí mezi zdejší nejstarší lázeňské objekty. Dům se původně nazýval Türkenkopf, tedy Turecká hlava, a slouží jako administrativní budova. Od 6. dubna 1966 je památkově chráněn.

### Popis
Půdorys domu má tvar obdélníka. Patrová stavba ovšem postupně prošla stavebními úpravami, takže na počátku 21. století je zastřešena valbovou střechou, která je pokryta plechovými deskami, v níž se nacházejí vikýře. Vstup je zbudován ze západní strany a nachází se v ose stavby. Kolem dveří je osazen kamenný portál, mající navrchu stlačený oblouk spolu s klenákem. Fasáda nenese zvláštní ozdoby, pouze se na ní nachází šedě zbarvený vlys, spolu s navazující korunní římsou. Na jižní straně objektu se nacházejí sluneční hodiny. Jednotlivé místnosti uvnitř domu mají ploché stropy s fabiony.

## Kolonáda

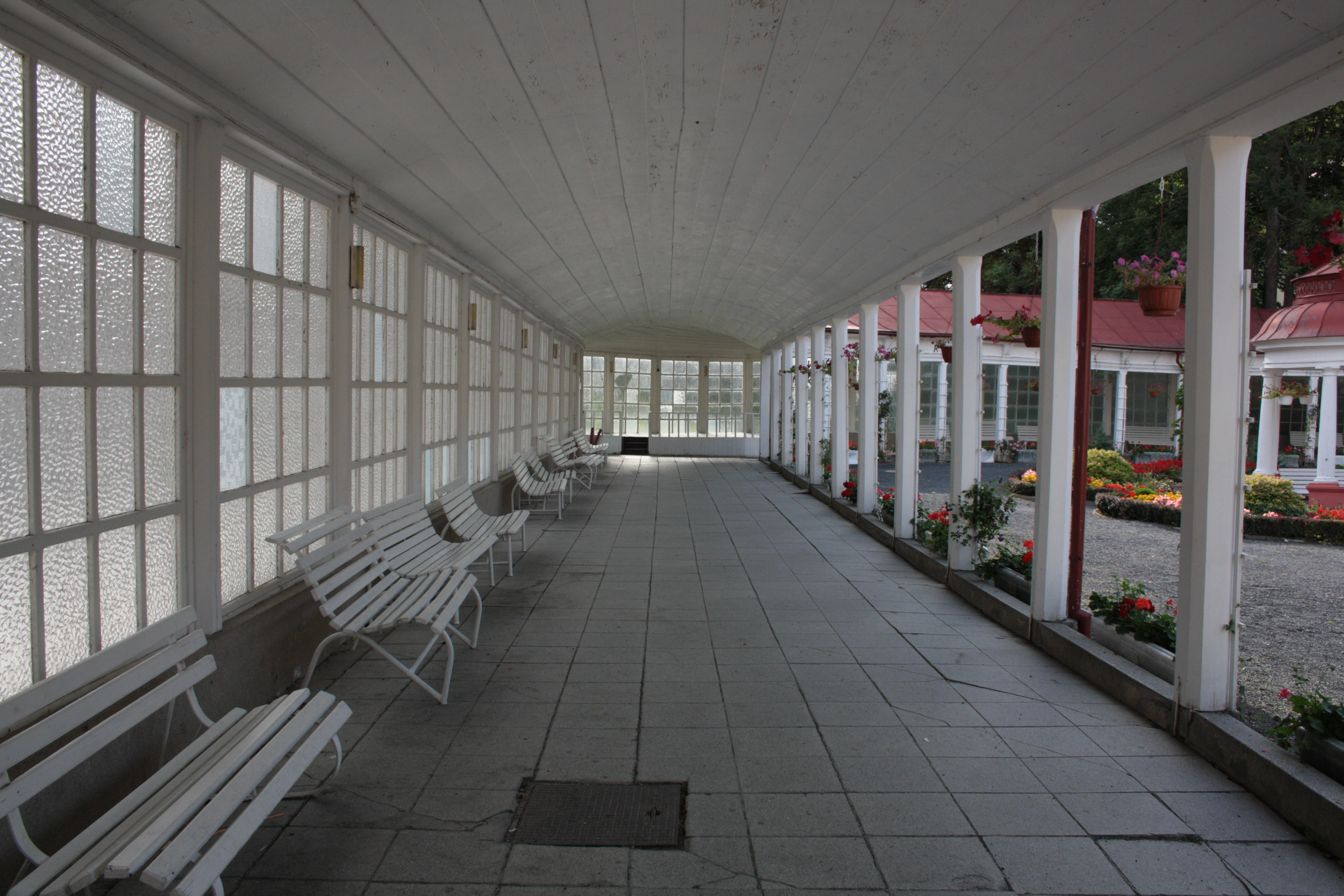
Kolonáda

### Historie
Poprvé je kolonáda zmiňována k roku 1811, kdy ji tvořilo pouze jedno rameno, vedoucí od Kristiánova pramene západním směrem. V půdorysné podobě, dochované do 21. století, vznikla kolonáda roku 1818. Původně byla otevřená a její vnější strana je zasklena až od roku 1849. Počínaje 6. dubnem 1966 se řadí mezi nemovité kulturní památky.

### Popis
Kolonáda se nachází po jižním a západním obvodu centrálního lázeňského areálu. Má půdorys ve tvaru písmene „L“. Vnější stěna je zakryta průsvitnými skleněnými tabulkami s ornamentální výzdobou, mezi nimiž se nacházejí dřevěné příčníky. Opačná strana je otevřená, přičemž střechu zde podpírají dřevěné sloupy, osazené do betonové podezdívky. Ve vrchní části jsou jednotlivé sloupy spojeny poměrně vysokým kladím. Valbová střecha je zakryta falcovaným plechem. Strop kolonády je tvořen prkenným záklopem. Veškeré části jsou natřeny bílou barvou. Na kolonádu plynule navazuje objekt Kristiánova zřídla a průchod mezi oběma stavbami je zajištěn prosklenými čtyřkřídlými dveřmi.

## Pavilon Kristiánova zřídla

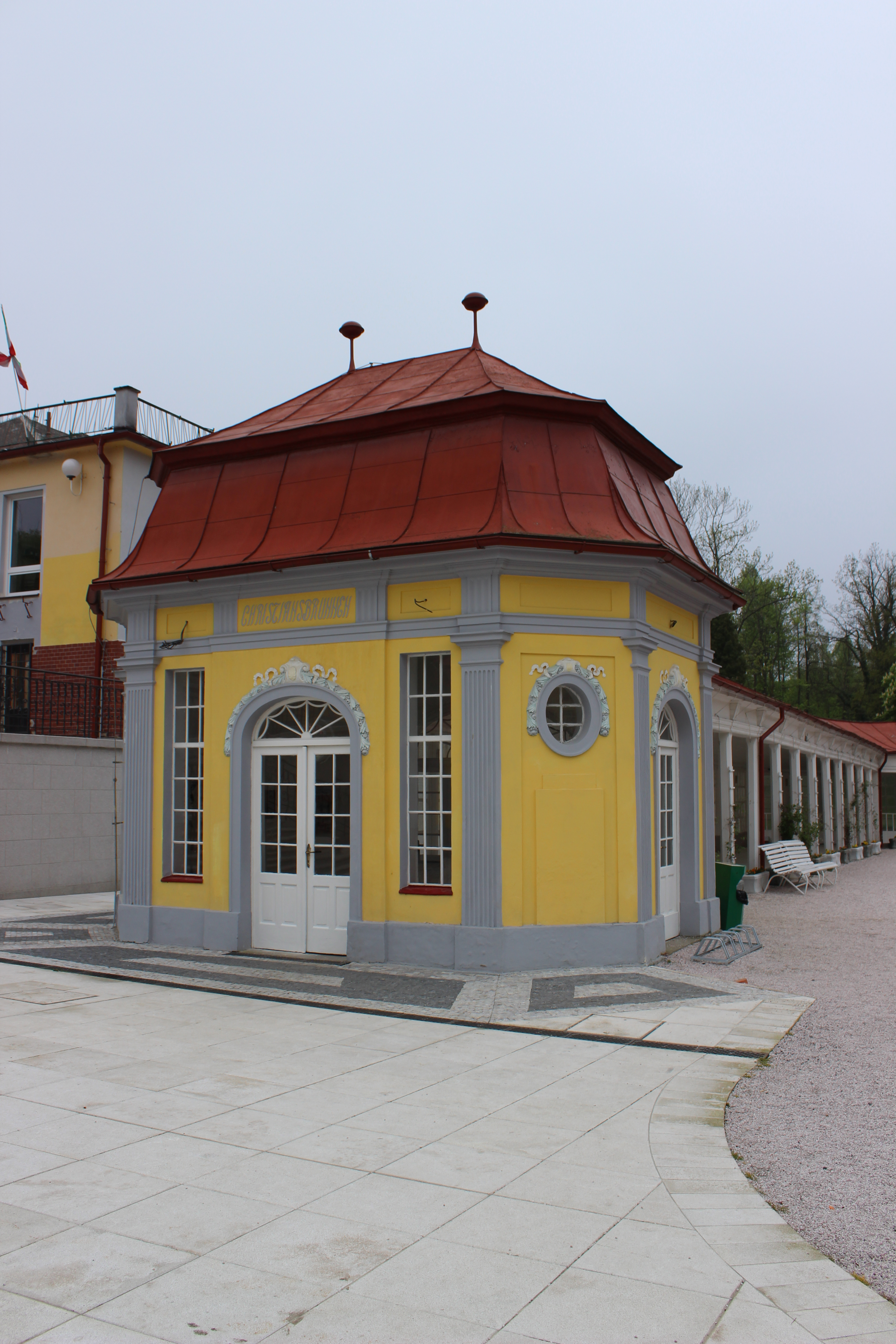
Pavilon Kristiánova zřídla

### Historie
Vlastní pramen byl objeven roku 1793. Zakrytí dostal po roce 1811, avšak mezi roky 1912 a 1914 nahradila původní objekt stavba nová a větší, která rovněž slouží coby pitná síň. Od roku 1966, konkrétně od 6. dubna, je památkově chráněna.

### Popis
Půdorys přízemního pavilonu má tvar protaženého osmiúhelníku. Zastřešen je mansardovou střechou, pokrytou falcovaným plechem. Na vrcholu střechy jsou osazeny dvě makovice. Vstup do pavilonu je dveřmi ze všech světových stran s výjimkou jihu. Severní a východní dveře jsou dvoukřídlé, dřevěné, s nadsvětlíky zasazenými do segmentového ostění. Západní dveře jsou čtyřkřídlé, rovněž dřevěné, a vstupuje se jimi přímo do objektu kolonády. Objekt má zdobenou fasádu dělenou kanelovanými pilastry, které se přes římsu mění do vlysu.
Světlo dovnitř pavilonu přivádí vysoká okna vedle dveří na východní straně a dále kruhová okna ve zkosených hranách pavilonu. Jak tato kulatá okna, tak rovněž dveře, jsou zčásti lemovány štukovými girlandami. Omítky mají kombinaci bílé a žluté barvy. V centru objektu stojí kameninová váza, sloužící k jímání kyselky. Nad vstupem z východní strany se nachází vlys, ve kterém je verzálkami napsáno:
Christiansbrunner

## Pavilon Eduardova zřídla

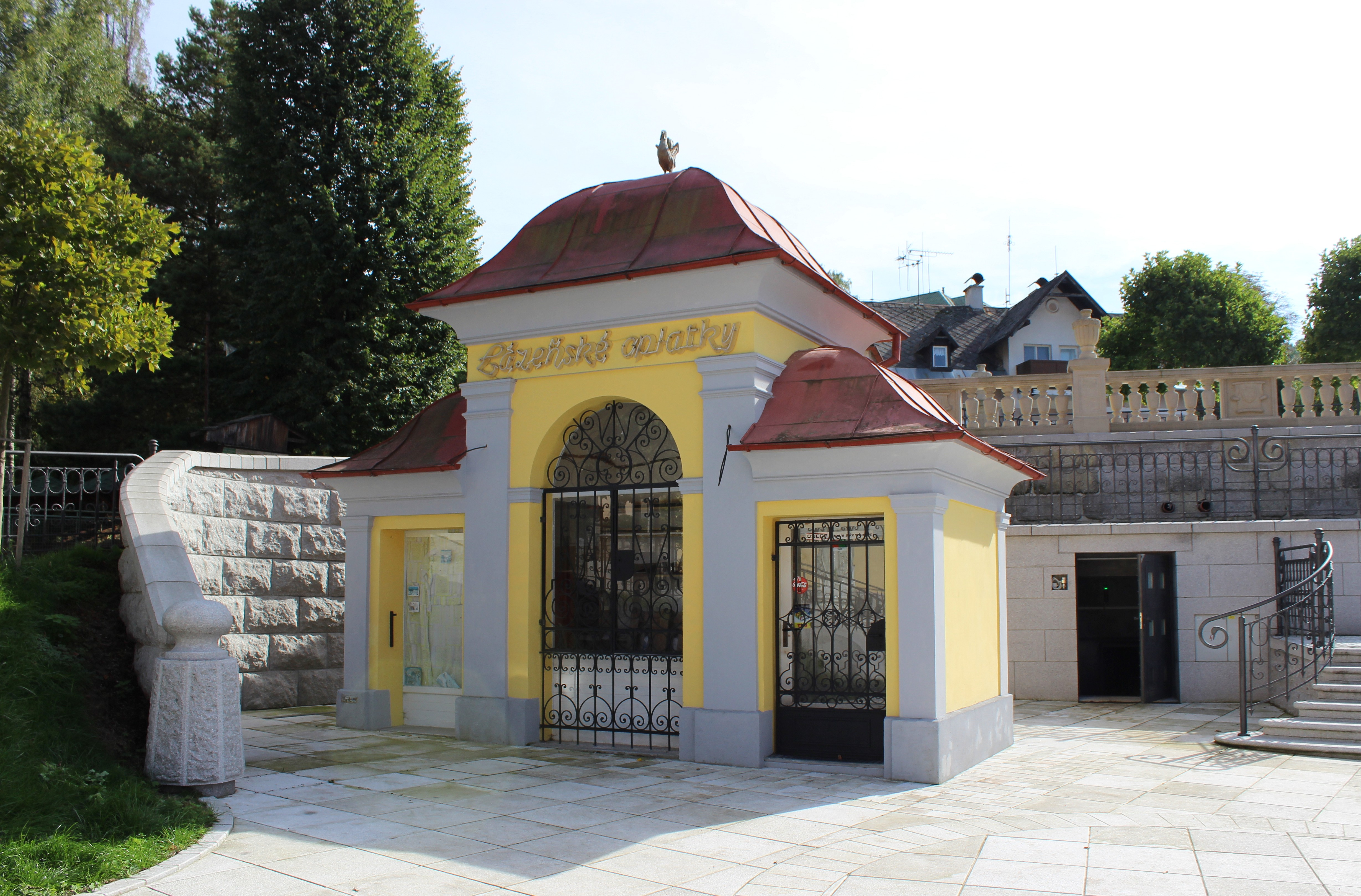
Pavilon nad Eduardovým pramenem

### Historie
Eduardův pramen vyvěrá východním směrem od Kristiánova zřídla. K jeho navrtání došlo roku 1818 a krátce poté byl nad vývěrem zbudován pavilon sloužící k jeho ochraně. Dne 6. dubna 1966 se objekt stal kulturní památkou. Na přelomu 20. a 21. století sloužila stavba jako prodejna místních lázeňských oplatek.

### Popis
Pavilon se skládá ze tří dílů, přičemž střední díl, ve kterém pramen vyvěral, je vyšší a má půdorys čtverce. K němu ze dvou protilehlých stran přiléhající přístavky jsou vůči střední části nižší a mají rovněž odlišný půdorys, neboť je tvořen obdélníkem. Střední část je zakryta zvonovou střechou z falcovaného plechu. Na jejím vrcholu se nachází skulptura kohouta, který býval osazen na objektu nad Kristiánovým pramenem. Opeřenec odkazuje na kohouta, jenž podle pověsti objevil pramen s léčivou vodou, okolo kterého pak lázně vznikly. Obě boční nižší části objektu jsou zakončeny polozvonovými střechami, jež jsou obdobně jako centrální část kryté falcovaným plechem. Vstup je zajištěn dveřmi na severní straně pavilonu.Jednotlivé fasády jsou rozčleněny na menší části pomocí římsy a nárožních pilastrů, které jsou vyvedeny v šedivé barvě. Zbylé, hladké části omítky jsou okrové barvy. Zvolená architektonická podoba pavilonu odkazuje na objekt postavený před rokem 1785 nad první libverdským léčivým pramenem, nad Boží vodou.

## Gloriet Mariánského zřídla

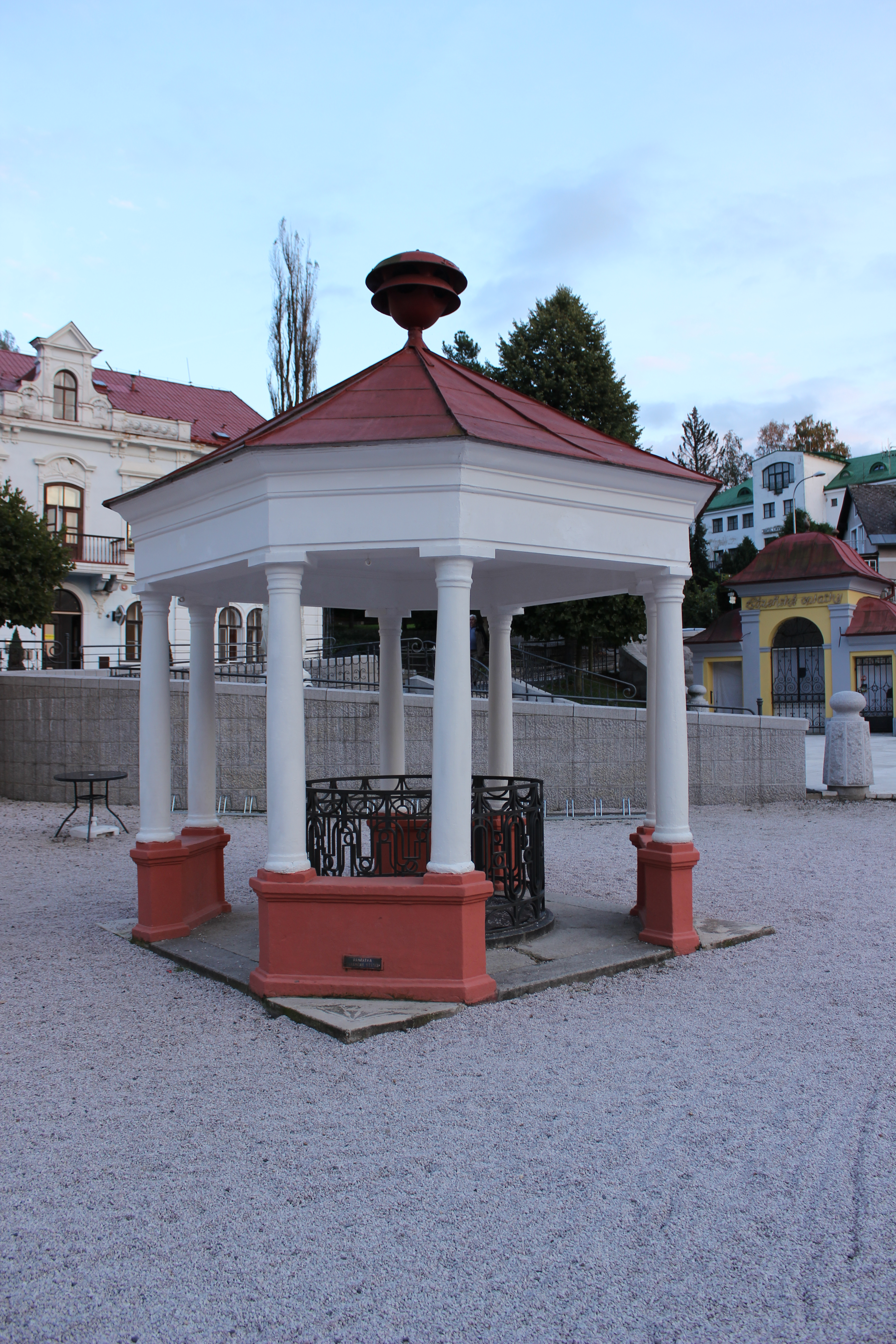
Gloriet Mariánského zřídla

### Historie
Pramen léčivé vody začal prvně vytékat roku 1786. Protože měl železité zbarvení, dostal jméno Stahlbrunn. O čtvrt století později, mezi roky 1811 a 1817, vyrostl nad pramenem gloriet. Dle jiných zdrojů se tak stalo již roku 1808. Počínaje 6. dubnem 1966 je stavba kulturní památkou.

### Popis
Stavba má osmiboký půdorys. V každém z osmi rohů se nachází toskánský sloup, který podpírá kladí, na němž je osazena střecha celého glorietu. Nižší střecha má tvar jehlanu a celá je pokryta falcovaným plechem. Na špičce střechy je osazena stylizovaná váza. Po obvodu je vždy dvojice sloupů v nadzemní úrovni spojena plným parapetem, pak následuje dvojice bez parapetu, která tak umožňuje vstup do glorietu, a následně se opět opakuje dvojice s parapetem. Sloupy spolu s kladím jsou zbarveny do bíla. Uprostřed glorietu se nachází na počátku 21. století zaslepené zřídlo, které po obvodu chrání kovaná železná mříž.

## Gloriet

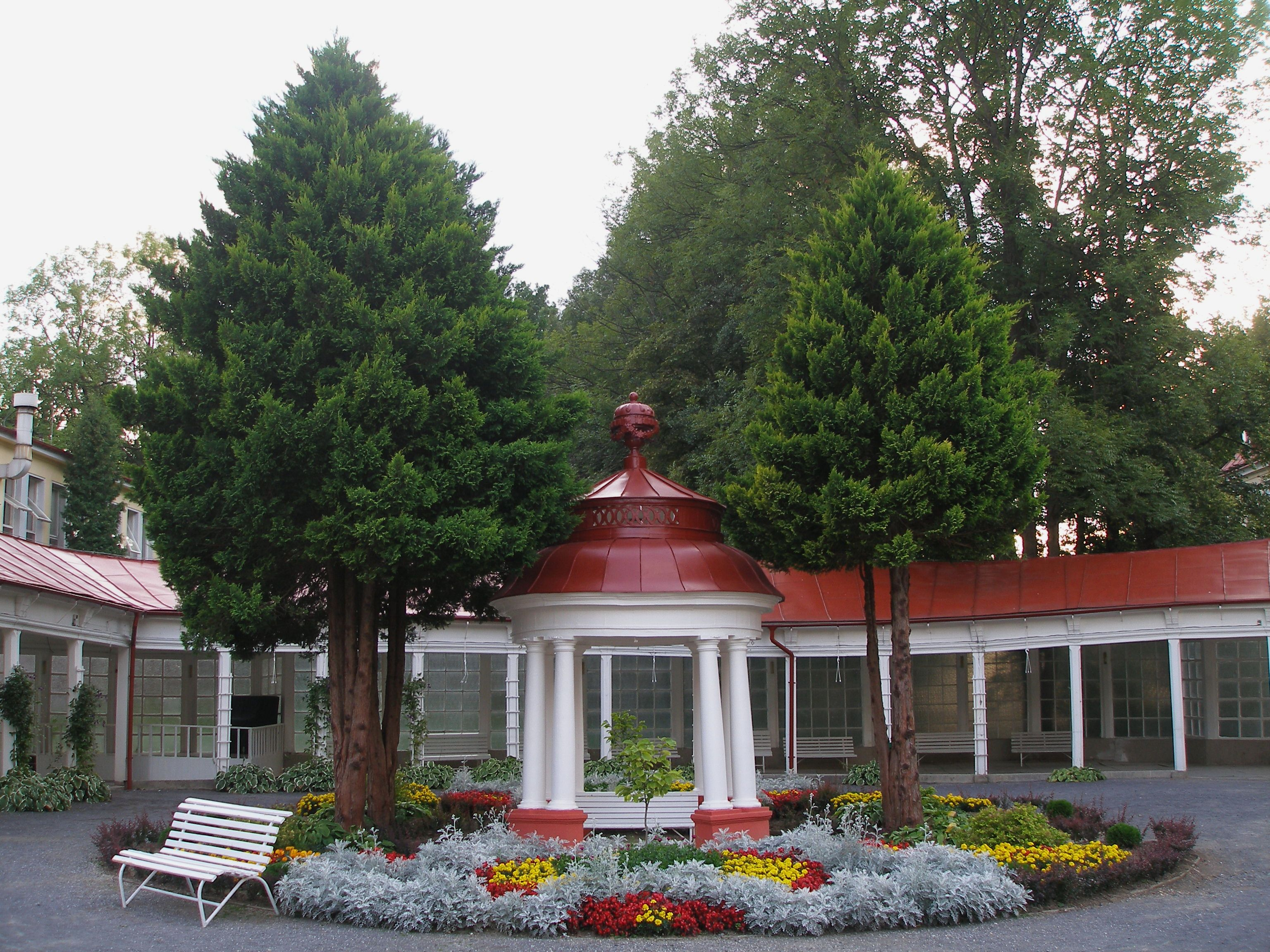
Hudební pavilonek, v pozadí lázeňská kolonáda

### Historie
Objekt byl postaven roku 1783. Zakrýval zřejmě intenzivní pramen léčivé vody, od jehož jímání se však postupem času upustilo. K roku 1818 je objekt uváděn pod názvem Hudební pavilon. Počátkem dvacátého století byl pavilon přesunut blíže ke kolonádě. Šestého dubna roku 1966 byla stavba zařazena mezi nemovité kulturní památky.

### Popis
Objekt má půdorys ve tvaru kruhu. Čtyři dvojice dřevěných toskánských sloupů jsou uloženy na poměrně vysokém soklu a ve své vrchní části tyto sloupy nesou dřevěné kladí. Celou stavbu svrchu zakončuje zvonová střecha, zakrytá falcovanými plechy. V nejvyšším bodě střechy je instalován malý tambur, který nese zdobnou vázu z plechu.

## Pavilonek

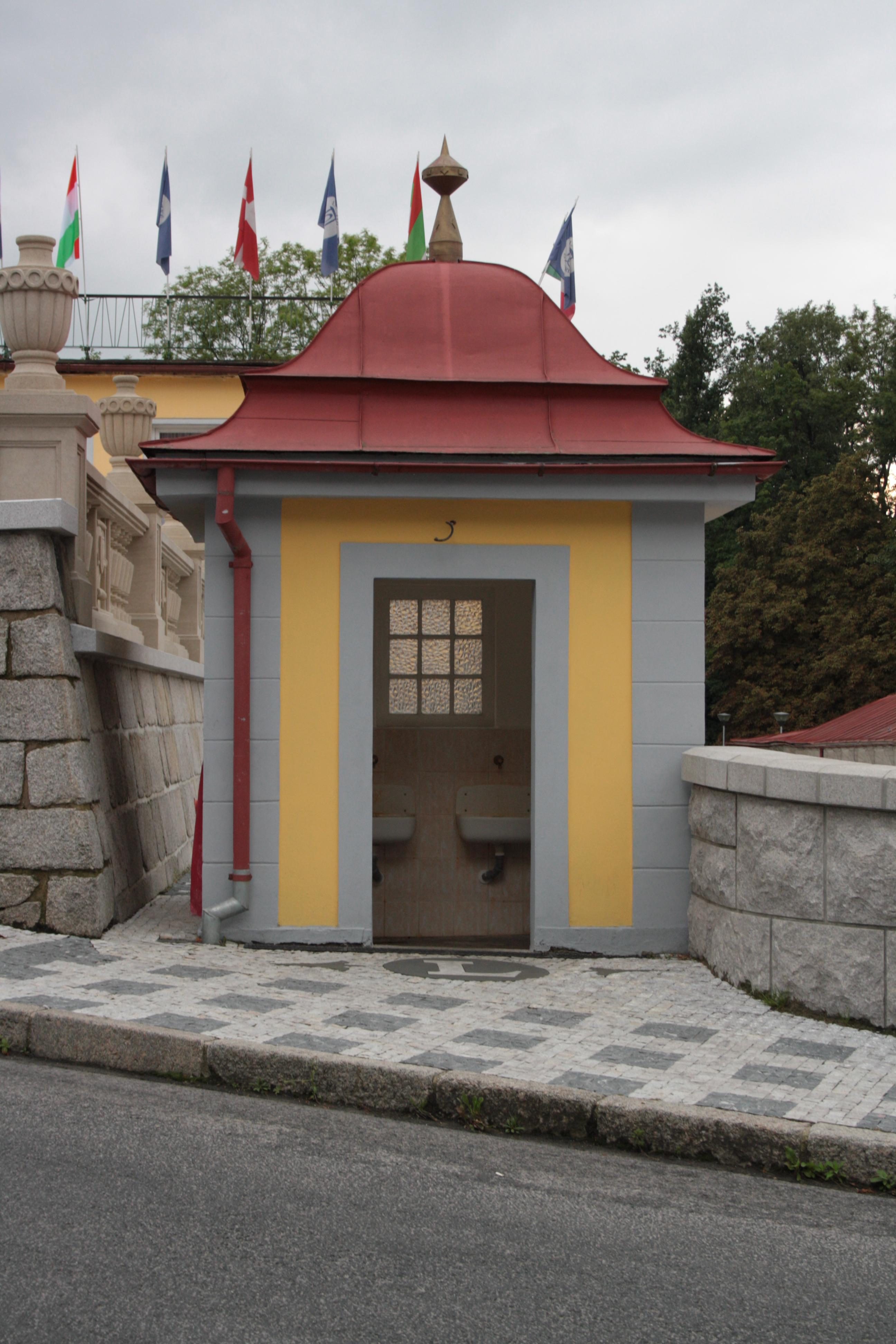
Pavilonek

### Historie
Objekt se nachází v jihozápadním rohu areálu centrálních lázní. Přístupný je pouze od silnice III/29015. Ode dne 6. dubna 1966 je pavilonek chráněn coby nemovitá kulturní památka. Od roku 2012 slouží pod názvem Servitut jako další pitná síť libverdských léčebných pramenů určená především pro čepování minerálky do nádob pro domácí užití.

### Popis
Stavba má půdorys ve tvaru čtverce. Z vrchu je pavilon zakryt mansardovou zvonovou střechou, která má v nejvyšší části instalovanou makovici. Kryt střechy je řešen falcovaným plechem. Kolem vstupu je jednoduché kamenné ostění. Jednolitost fasády člení na menší části šedě zbarvená bosáž a okenní šambrány. Na zbylých plochách je užita kontrastní barva.